# HMS Royal Oak (08)
HMS Royal Oak (08) là một thiết giáp hạm thuộc lớp Revenge của Hải quân Hoàng gia Anh Quốc. Được hạ thủy vào năm 1914 và hoàn tất vào năm 1916, Royal Oak tham gia hoạt động lần đầu tiên trong trận Jutland của Chiến tranh Thế giới thứ nhất. Trong thời bình, nó từng phục vụ trong các hạm đội Đại Tây Dương, Địa Trung Hải và Hạm đội Nhà, và đã hơn một lần chịu đựng tai nạn tấn công nhầm. Con tàu trở nên tâm điểm sự chú ý của toàn thế giới vào năm 1928 khi vài sĩ quan cao cấp trên tàu bị xét xử trước tòa án binh do mâu thuẫn cá nhân. Trong cuộc đời phục vụ kéo dài 25 năm, mọi dự định hiện đại hóa Royal Oak không thể khắc phục khiếm khuyết căn bản nhất là thiếu tốc độ, và khi Chiến tranh Thế giới thứ hai nổ ra, nó không còn phù hợp để hoạt động ở tuyến đầu.
Royal Oak đang neo đậu trong vịnh Scapa Flow tại Orkney thuộc Scotland khi nó trúng phải ngư lôi từ tàu ngầm Đức U-47 vào ngày 14 tháng 10 năm 1939, trở thành chiếc đầu tiên trong số năm thiết giáp hạm và tàu chiến-tuần dương của Hải quân Hoàng gia bị đánh chìm trong Thế Chiến II. Tổn thất nhân mạng rất nặng nề: trong số thủy thủ đoàn gồm 1.234 người và thiếu sinh quân của Royal Oak, 833 đã thiệt mạng hay tử thương. Ưu thế áp đảo về số lượng của Hải quân Hoàng gia và các nước Đồng Minh khiến cho việc mất một cựu binh thời Đệ Nhất thế chiến ít làm thay đổi cán cân lực lượng hải quân, nhưng ảnh hưởng đáng kể trên tinh thần trong thời chiến. Sự thành công của cuộc đột kích được ăn mừng rộn rã tại Đức, và mang lại vinh quang như một anh hùng chiến tranh cho vị chỉ huy của chiếc U-boat, Trung tá hải quân Günther Prien, trở thành sĩ quan tàu ngầm đầu tiên của Hải quân Đức (Kriegsmarine) được tặng thưởng Huân chương Chữ thập sắt Hiệp sĩ. Đối với người Anh, cuộc đột kích thể hiện khả năng của Đức có thể đem hải chiến đến tận vùng biển nhà, và cú sốc đó khiến phải cấp tốc thay đổi các biện pháp an ninh tại các cảng.
Hiện nay đang nằm hầu như lật úp ở độ sâu 30 m và thân tàu chỉ cách mặt nước 5 m, Royal Oak được chỉ định là một Nghĩa trang Chiến tranh Quốc gia. Trong một buổi lễ được tổ chức hàng năm đánh dấu ngày mất của con tàu, thợ lặn của Hải quân Hoàng gia đặt một Biểu trưng của Hải quân Hoàng gia dưới nước ở đuôi tàu. Việc tiếp cận xác đắm của con tàu luôn luôn bị ngăn cấm đối với mọi thợ lặn không được cấp phép.

## Thiết kế và chế tạo
Lớp Revenge vốn bao gồm Royal Oak được đặt hàng vào năm 1913-1914, được dự định là một phiên bản đốt than rẻ tiền hơn, nhỏ hơn và chậm hơn so với lớp Queen Elizabeth thế hệ siêu-Dreadnought đốt dầu trước đó. Thiết kế, xem ra là một bước lùi về kỹ thuật, là để đáp ứng một phần các mối lo ngại rằng một sự phụ thuộc hoàn toàn vào dầu đốt – lúc đó toàn bộ phải nhập khẩu – sẽ khiến cả một lớp tàu trở nên vô dụng trong trường hợp có sự phong tỏa hàng hải thành công. Mặc khác, than chất lượng cao có thể được cung cấp dồi dào, là nguồn cung cấp ngay tại quê nhà luôn được đảm bảo. Hơn nữa, tương phản với "Hải đội nhanh" của những chiếc Queen Elizabeth, lớp Revenge được dự định sẽ là những tàu chiến có pháo mạnh nhất trong hàng chiến đấu. Royal Oak và các tàu chị em là những tàu chiến lớn đầu tiên của Hải quân Hoàng gia mà việc thiết kế được giám sát bởi Giám đốc Chế tạo Hải quân vừa mới được chỉ định, Sir Eustace Tennyson-D'Eyncourt.

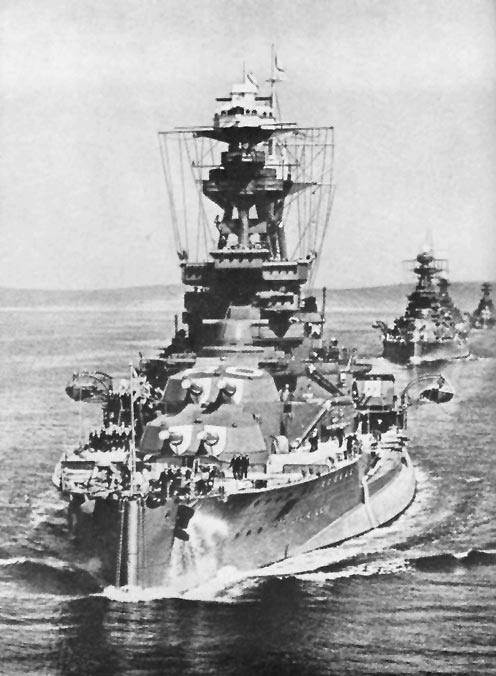
Royal Oak trong hàng tàu chiến, dẫn trước hai chiếc khác

Royal Oak được đặt lườn tại xưởng tàu Devonport vào ngày 15 tháng 1 năm 1914, là chiếc thứ tư trong lớp của nó.[a] Lo ngại về khả năng giới hạn của than, đồng thời đảm bảo được nguồn cung cấp dầu mới bằng một thỏa thuận hợp đồng với Anglo-Persian Oil Company, Thứ trưởng thứ nhất Bộ Hải quân Anh Jackie Fisher hủy bỏ quyết định sử dụng than vào tháng 10 năm 1914. Còn đang trong quá trình chế tạo, Royal Oak được thiết kế lại để trang bị 18 nồi hơi đốt dầu Yarrow cung cấp cho bốn turbine hơi nước Parsons, mỗi chiếc dẫn động trực tiếp một trục chân vịt ba cánh đường kính 2,9 m (9 ft 6 in). Chiếc thiết giáp hạm được hạ thủy vào ngày 17 tháng 11 năm đó, và sau khi hoàn tất việc trang bị, được đưa ra hoạt động vào ngày 1 tháng 5 năm 1916 với chi phí cuối cùng là 2.468.269 Bảng Anh. Được đặt tên theo Royal Oak (cây sồi hoàng gia) mà Vua Charles II ẩn nấp sau thất bại của ông trong trận Worcester năm 1651, nó là chiếc tàu chiến thứ tám của Hải quân Hoàng gia mang tên Royal Oak, thay thế cho một chiếc thiết giáp hạm tiền-dreadnought bị tháo dỡ năm 1914. Trong khi đang được chế tạo, nó được tạm thời đặt ký hiệu lườn 67.

### Nâng cấp
Royal Oak được tái trang bị giữa những năm 1922 và 1924, khi giàn hỏa lực phòng không của nó được nâng cấp bằng cách thay thế các khẩu QF 76 mm (3 inch) 20 cwt ban đầu bằng QF 102 mm (4 inch) góc cao. Các hệ thống kiểm soát hỏa lực và máy đo tầm xa cho dàn pháo chính và pháo hạng hai được hiện đại hóa, đồng thời việc bảo vệ dưới nước được tăng cường bởi đai chống ngư lôi cho con tàu. Các ngăn kín nước bố trí hai bên lườn tàu được thiết kế nhằm giảm hiệu ứng nổ của ngư lôi và tăng cường độ ổn định, nhưng cũng làm tăng chiều rộng mạn thuyền hơn 4 mét.
Một đợt tái trang bị ngắn vào mùa Xuân năm 1927 chứng kiến sự bổ sung thêm hai khẩu đội 102 mm (4 inch) phòng không góc cao và tháo bỏ hai khẩu 152 mm (6 inch). Con tàu được tái trang bị lần cuối cùng từ năm 1934 đến năm 1936, khi lớp vỏ giáp sàn tàu được nâng lên độ dày 127 mm (5 inch) bên trên hầm đạn và đến 89 mm (3,5 inch) bên trên các phòng động cơ. Ngoài việc hiện đại hóa chung các hệ thống trên tàu, một máy phóng dành cho thủy phi cơ trinh sát được bố trí bên trên tháp pháo X, và việc phòng không cũng được tăng cường bằng cách tăng gấp đôi số pháo phòng không 102 mm (4 inch) và bổ sung hai khẩu đội QF 2-pounder Mark VIII (pompom) tám nòng trên các bệ nhô ngang hàng với ống khói. Cột buồm chính được tái cấu trúc thành kiểu ba chân đủ mang trọng lượng của một phòng định vị vô tuyến và một trạm điều khiển góc cao thứ hai. Vỏ giáp và thiết bị tăng cường khiến cho Royal Oak trở thành một trong những con tàu trang bị tốt nhất trong lớp Revenge, nhưng lượng rẽ nước gia tăng khiến tầm nước lớn hơn và tốc độ tối đa bị giảm đi nhiều knot.

## Lịch sử hoạt động

### Chiến tranh Thế giới thứ nhất

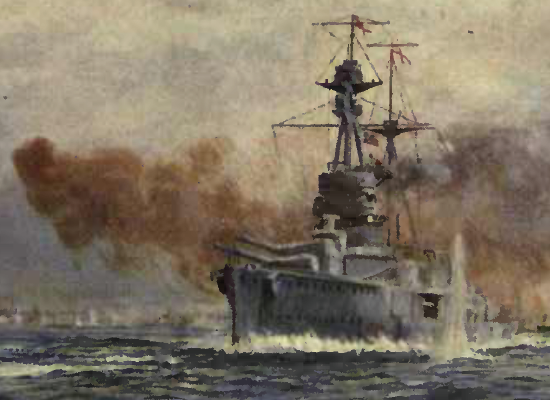
Royal Oak trong trận Jutland, tranh màu nước vẽ bởi William L. Wyllie thuộc Hàn lâm viện Hoàng gia

Chiến tranh Thế giới thứ nhất đã diễn ra gần hai năm khi Royal Oak được đưa vào hoạt động. Nó được phân về Đội 3 của Hải đội Thiết giáp hạm 4 thuộc Hạm đội Grand Anh Quốc, và trong vòng một tháng, được lệnh cùng với hầu hết hạm đội đối đầu với Hạm đội Biển khơi Đức trong trận Jutland. Dưới sự chỉ huy của Thuyền trưởng, Đại tá Hải quân Crawford Maclachlan, Royal Oak rời Scapa Flow chiều tối ngày 30 tháng 5 cùng các thiết giáp hạm Superb, Canada và soái hạm của Đô đốc John Jellicoe là Iron Duke. Trong trận chiến bất phân thắng bại vào ngày hôm sau, Royal Oak đã bắn tổng cộng 38 quả đạn pháo 380 mm (15 inch) và 84 quả 152 mm (6 inch), bắn trúng ba phát vào chiếc tàu chiến-tuần dương Đức Derfflinger, loại khỏi vòng chiến một trong các tháp pháo của nó, cùng một phát trúng vào tàu tuần dương Wiesbaden. Bản thân nó tránh được thiệt hại, cho dù vào một lúc trong trận đánh nó phải chịu đựng hỏa lực pháo bắn tới.
Sau trận đánh, Royal Oak được cho chuyển sang Hải đội Thiết giáp hạm 1. Vào ngày 5 tháng 11 năm 1918, tuần lễ cuối cùng của Đệ Nhất thế chiến, nó đang thả neo ngoài khơi Burntisland tại Firth of Forth cùng với tàu sân bay Campania (nguyên là một tàu biển chở khách từng đoạt giải Blue Riband của hãng tàu Cunard Line trước khi cải biến thành tàu sân bay nhằm phục vụ trong chiến tranh) và tàu chiến-tuần dương Glorious. Một cơn gió lốc bất ngờ mạnh đến cấp 10 đã khiến Campania bị đứt dây neo và va chạm với Royal Oak rồi với chiếc Glorious tải trọng 22.000 tấn. Cả Royal Oak và Glorious chỉ bị hư hại nhẹ; nhưng Campania bị thủng lườn tàu do cú va chạm ban đầu với Royal Oak. Phòng động cơ của con tàu bị ngập nước, và nó nghiêng về phía đuôi và chìm năm giờ sau đó cho dù không có tổn thất về nhân mạng.
Vào cuối Thế Chiến I, Royal Oak đã hộ tống nhiều tàu chiến thuộc Hạm đội Biển khơi Đức đã đầu hàng đi từ Firth of Forth đến nơi bị chiếm giữ ở Scapa Flow, và đã hiện diện trong một buổi lễ tại Pentland Firth để chào đón những con tàu khác khi chúng nối gót.

### Giữa hai cuộc thế chiến

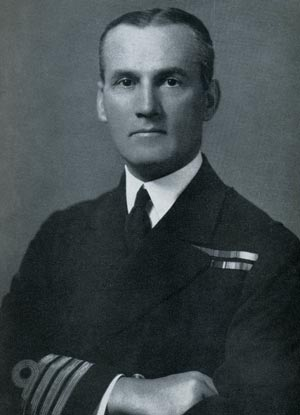
Đại tá Hải quân Kenneth Dewar, bị đưa ra tòa án binh năm 1928

Việc tái bố trí Hải quân Hoàng gia trong thời bình đã chuyển Royal Oak sang Hải đội Thiết giáp hạm 2 thuộc Hạm đội Đại Tây Dương. Được hiện đại hóa trong những năm 1922-1924, nó được chuyển sang Hạm đội Địa Trung Hải vào năm 1926 và đặt căn cứ tại cảng Grand thuộc Malta.
Vào đầu năm 1928, tại đây đã chứng kiến một sự kiện nổi tiếng mà báo chí đương thời gán cho cái tên "Cuộc binh biến Royal Oak". Những gì bắt đầu đơn giản chỉ là một sự bất hòa giữa Chuẩn Đô đốc Bernard Collard và hai sĩ quan cao cấp trên Royal Oak là Đại tá Hải quân Kenneth Dewar và Trung tá Henry Daniel về ban nhạc của buổi dạ vũ trong phòng sĩ quan,[b] đã chuyển thành một mối hiềm thù cá nhân gay gắt kéo dài nhiều tháng. Dewar và Daniel buộc tội Collard về việc "bới móc trả thù" và công khai làm nhục và xúc phạm họ trước mặt thủy thủ đoàn; đáp trả lại, Collard buộc tội chống lại hai người không tuân hành mệnh lệnh và đối xử với ông ta "tệ hơn là một học viên sĩ quan". Khi Dewar và Daniel gửi thư than phiền lên cấp trên trực tiếp của Collard, Phó Đô đốc John Kelly, ông này lập tức chuyển thẳng lên Tổng tư lệnh, Đô đốc Sir Roger Keyes. Khi nhận ra mối quan hệ giữa hai người và vị Đô đốc đã đổ vỡ không thể hàn gắn được, Keyes cách chức cả ba người và gửi họ quay trở về Anh Quốc, trì hoãn một cuộc tập trận hải quân lớn. Báo chí tung câu chuyện ra toàn thế giới, mô tả sự việc, với một chút cường điệu, như một cuộc "binh biến". Sự quan tâm của công chúng lên đến mức dấy nên nỗi lo ngại của Vua George V, người đã cho triệu kiến Bộ trưởng Hải quân William Bridgeman để yêu cầu giải thích.
Do những lá thư than phiền, Dewar và Daniel bị buộc tội, theo cách khá tranh luận, vì đã viết ra những tài liệu mang tính lật đổ. Trong hai phiên tòa án quân sự được báo chí theo dõi thật chi tiết, cả hai bị xem là có tội và bị khiển trách nặng nề, dẫn đến việc Daniel từ nhiệm khỏi Hải quân. Bản thân Collard bị báo chí và Quốc hội phê phán nặng nề vì đã quá đáng trong cách cư xử, và sau khi được Bridgeman báo trước là "không phù hợp để giữ những vị trí chỉ huy cao cấp", bị buộc phải nghỉ hưu khỏi phục vụ.
Trong ba người, chỉ có Dewar tiếp tục nghề nghiệp của mình, cho dù bị tổn hại: ông tiếp tục ở lại phục vụ trong Hải quân Hoàng gia qua một loạt các chức vụ nhỏ và một năm sau đó được thăng Chuẩn Đô đốc một ngày trước khi nghỉ hưu. Daniel dự tính hành nghề nhà báo, nhưng sau khi dự định này cùng các cuộc phiêu lưu khác không thành công, ông biến mất trong tối tăm và sức khỏe kém tại Nam Phi. Collard lui về cuộc sống dân sự và không bao giờ tuyên bố công khai về sự kiện này lần nào nữa.
Vụ xì căng đan chứng tỏ một sự tổn hại đến danh tiếng của Hải quân Hoàng gia, vốn đang là lực lượng hải quân lớn nhất thế giới vào thời đó, và nó bị chế nhạo ở trong nước lẫn nước ngoài qua những bài xã luận, tranh châm biếm, và ngay cả một vở oratorio jazz hài được viết bởi Erwin Schulhoff. Một hậu quả của sự việc bị tổn hại này là quyết định của Bộ Hải quân xem xét lại những phương cách mà sĩ quan hải quân có thể sử dụng để than phiền về thái độ của cấp trên.

### Nội chiến Tây Ban Nha
Trong cuộc Nội chiến Tây Ban Nha, Royal Oak được giao thực hiện các cuộc "tuần tra không can thiệp" chung quanh bán đảo Iberia. Trong một chuyến tuần tra như vậy cách Gibraltar khoảng 55 km (30 hải lý) về phía Đông vào ngày 2 tháng 2 năm 1937, nó bị ba máy bay của lực lượng Cộng Hòa tấn công. Chúng đã ném ba quả bom (chỉ có hai quả phát nổ) ở khoảng cách 500 m bên mạn phải mũi con tàu, cho dù không gây ra thiệt hại gì. Đại biện Ngoại giao Anh Quốc đã phản kháng sự kiện này lên Chính quyền Cộng hòa, vốn đã nhìn nhận lỗi lầm và đưa ra lời xin lỗi về cuộc tấn công. Đến cuối tháng đó, đang khi ở ngoài khơi Valencia vào ngày 23 tháng 2 năm 1937; trong khi đang xảy ra một cuộc không kích của phe Quốc gia, Royal Oak bị bắn trúng một quả đạn pháo phòng không từ một vị trí của phe Cộng hòa, khiến năm người bị thương, kể cả thuyền trưởng của Royal Oak là T.B. Drew. Tuy nhiên người Anh đã không phản kháng phe Cộng hòa trong dịp này, cho rằng sự kiện trên là một "thiên tai". Sang tháng 5 năm 1937, nó cùng với chiếc HMS Forester đã hộ tống SS Habana, một tàu biển chở hành khách, vận chuyển trẻ em Basque tị nạn sang Anh Quốc. Đến tháng 7, khi chiến sự tại phía Bắc Tây Ban Nha bùng lên, Royal Oak đã cùng với thiết giáp hạm HMS Resolution cứu thoát chiếc tàu hơi nước Gordonia khi các tàu chiến phe Quốc gia tìm cách chiếm nó ngoài khơi Santander. Tuy nhiên vào ngày 14 tháng 7 nó đã không thể ngăn cản tàu tuần dương phe Quốc gia Almirante Cervera chiếm giữ chiếc tàu chở hàng Anh Molton khi chiếc này tìm cách vào Santander. Chiếc tàu buôn đang tham gia triệt thoái những người tị nạn.
Cùng thời gian này, Royal Oak tham gia cùng 14 tàu chiến khác của Hải quân Hoàng gia trong cuốn phim Anh Our Fighting Navy năm 1937, cốt truyện xoay quanh một cuộc đảo chính tại một nước cộng hòa hư cấu Bianco tại Nam Phi. Royal Oak đóng vai một thiết giáp hạm nổi loạn El Mirante, khi lực lượng nắm quyền buộc một thuyền trưởng Anh phải chọn lựa giữa người yêu hay nghĩa vụ của ông. Cuốn phim không được giới phê bình đón nhận, nhưng cũng có được các cảnh quay ấn tượng về các hoạt động hải quân.

### Chiến tranh Thế giới thứ hai

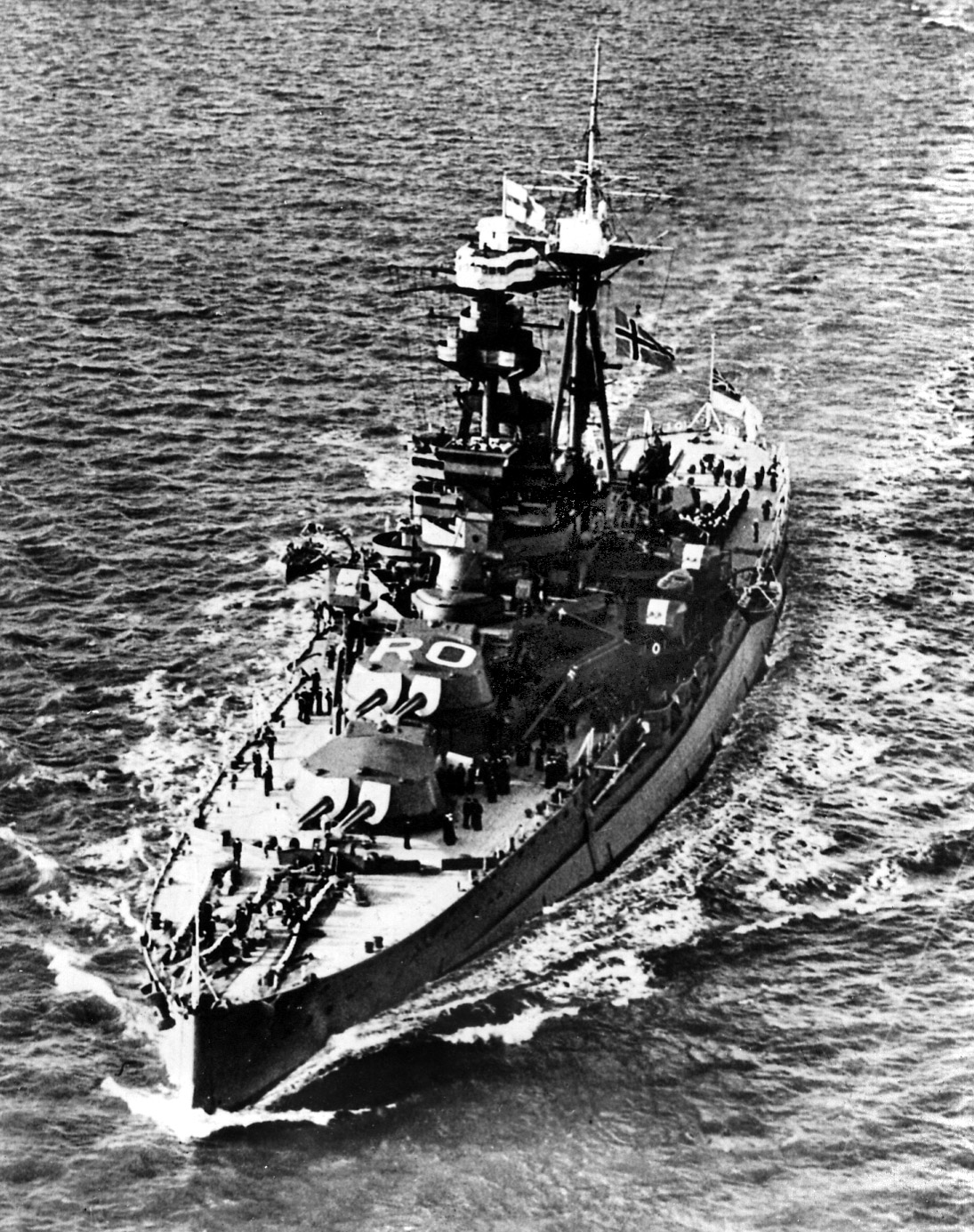
Royal Oak đưa di hài của Hoàng hậu Maud quay trở về Na Uy

Vào năm 1938, Royal Oak được cho quay lại Hạm đội Nhà và được đặt làm soái hạm của Hải đội Thiết giáp hạm 2 đặt căn cứ tại Portsmouth. Ngày 24 tháng 11 năm 1938, nó đưa di hài của Hoàng hậu Maud của Na Uy vốn sinh trưởng tại Anh quay trở về Na Uy để cử hành lễ quốc tang tại Oslo, với chồng là Vua Haakon VII cùng đi theo trên tàu. Được cho ngừng hoạt động vào tháng 12 năm 1938, Royal Oak tái hoạt động vào tháng 6 tiếp theo, rồi đến mùa Hè năm 1939 thực hiện một chuyến đi huấn luyện ngắn tại eo biển Anh Quốc chuẩn bị cho một đợt bố trí kéo dài 30 tháng tại Địa Trung Hải, khi thủy thủ đoàn được phát trước những bộ đồng phục nhiệt đới. Do tình trạng chiến tranh có thể xảy ra, chiếc thiết giáp hạm lại được chuyển hướng lên phía Bắc đến Scapa Flow, và nó neo đậu tại đây khi chiến tranh được tuyên bố vào ngày 3 tháng 9.
Vào tháng 10, Royal Oak tham gia truy tìm chiếc tàu chiến-tuần dương Đức Gneisenau, vốn nhận được lệnh tiến vào Bắc Hải nhằm đánh lạc hướng cho các thiết giáp hạm bỏ túi Deutschland và Admiral Graf Spee tiến hành các hoạt động cướp tàu buôn. Cuộc tìm kiếm không mang lại kết quả, đặc biệt là đối với Royal Oak, khi tốc độ tối đa vào lúc đó chỉ có chưa đến 37 km/h (20 knot), không đủ để theo kịp phần còn lại của hạm đội. Ngày 12 tháng 10, Royal Oak quay trở về Scapa Flow trong tình trạng kém, méo mó bởi những trận bão tại Bắc Đại Tây Dương, nhiều thuyền cứu sinh bị vỡ và nhiều khẩu pháo cỡ nhỏ không hoạt động. Nhiệm vụ vừa qua đã bộc lộ sự lạc hậu của một tàu chiến cũ 25 tuổi. Lo ngại về một cuộc do thám trên không gần đây của máy bay trinh sát Đức báo trước một cuộc không kích sắp xảy ra tại Scapa Flow, Đô đốc Tư lệnh Hạm đội Nhà Charles Forbes ra lệnh cho phần lớn hạm đội phân tán đến các cảng an toàn hơn. Tuy nhiên Royal Oak được giữ lại, các khẩu pháo phòng không của nó được xem là một bổ sung hữu ích vào hệ thống phòng thủ tại Scapa Flow còn đang khan hiếm.

## Bị đánh chìm

### Scapa Flow

Scapa Flow

Scapa Flow là một nơi neo đậu gần như lý tưởng. Tọa lạc tại trung tâm của quần đảo Orkney ngoài khơi bờ biển phía Bắc của Scotland, cảng tự nhiên này đủ lớn để chứa toàn bộ Hạm đội Grand, được vây quanh bởi một chuỗi các hòn đảo phân cách bởi các eo biển nông có dòng nước thủy triều chảy xiết. Mối đe dọa của U-boat đã được nhận thức từ lâu, và một loạt các biện pháp phòng ngự đã được trang bị vào những năm đầu của Đệ Nhất thế chiến. Các tàu ụ cản được đánh chìm tại các điểm trọng yếu, và các hàng rào nổi được bố trí để ngăn chặn ba cửa biển ra vào rộng nhất. Được vận hành bằng tàu kéo cho phép các tàu bạn có thể băng ngang, chúng từng được cho là có thể để lọt, nhưng khá hiếm hoi, một chỉ huy U-boat gan dạ có thể tìm cách thoát qua mà không bị phát hiện trước khi hàng rào được đóng lại. Hai tàu ngầm từng mưu toan xâm nhập trong chiến tranh đã gặp phải số phận không may mắn. Vào ngày 23 tháng 11 năm 1914, U-18 bị đâm thủng hai lần trước khi mắc cạn và toàn bộ thủy thủ đoàn bị bắt; và chiếc UB-116 bị máy dò âm dưới nước phát hiện và bị tiêu diệt với tổn thất toàn bộ thủy thủ đoàn vào ngày 28 tháng 10 năm 1918.
Scapa Flow cung cấp nơi neo đậu chính cho Hạm đội Grand Anh Quốc trong phần lớn thời gian của Chiến tranh Thế giới thứ nhất, nhưng trong những năm giữa hai cuộc chiến, chúng được chuyển đến Rosyth có vị trí thuận tiện hơn thuộc Firth of Forth. Tuy nhiên Scapa Flow được tái sử dụng khi Chiến tranh Thế giới thứ hai sắp bắt đầu, trở thành một căn cứ của Hạm đội Nhà Anh Quốc. Các công trình phòng thủ thiên nhiên và nhân tạo, trong khi vẫn chắc chắn, được nhận biết là cần phải được cải thiện; và trong những tuần đầu tiên của cuộc chiến, đang trong quá trình được tăng cường thêm các tàu ụ cản.

### Chiến dịch Đặc biệt P: Cuộc đột kích củaU-47

Bản đồ xâm nhập Scapa Flow bởi tàu ngầm U-47

Chỉ huy lực lượng tàu ngầm Hải quân Đức Karl Dönitz đặt ra một kế hoạch tấn công Scapa Flow bằng tàu ngầm trong vòng vài ngày sau khi chiến tranh nổ ra. Ông nhắm vào hai mục đích: một là, việc dời chỗ Hạm đội Nhà khỏi Scapa Flow sẽ thả lỏng sự phong tỏa của Anh tại Bắc Hải cho phép Đức tự do hơn trong việc tấn công các đoàn tàu vận tải tại Đại Tây Dương; hai là, đòn tấn công sẽ là một hành động biểu trưng cho sự báo thù, tấn công đúng vào nơi mà Hạm đội Biển khơi Đức đã đầu hàng tự đánh đắm sau khi Đức thua trận trong Chiến tranh Thế giới thứ nhất. Dönitz đã chọn Trung tá Hải quân (Kapitänleutnant) Günther Prien cho nhiệm vụ này,[c] dự trù cuộc đột kích vào đêm 13/14 tháng 10 năm 1939, khi thủy triều cao và bầu trời không trăng.
Dönitz được giúp đỡ bởi những bức ảnh chất lượng cao có được từ chuyến bay trinh sát, trình bày những điểm yếu trong hệ thống phòng thủ và một sự thừa thãi các mục tiêu. Ông hướng dẫn Prien xâm nhập Scapa Flow từ hướng Đông qua eo biển Kirk, băng qua phía Bắc Lamb Holm, một đảo nhỏ và thấp nằm giữa Burray và Mainland. Prien thoạt tiên nhầm lẫn eo biển Skerry xa hơn về phía Nam là con đường được chọn, và bất ngờ nhận ra U-47 đang hướng đến một lối đi nông bịt kín. Ông buộc phải ra lệnh quay mũi nhanh sang hướng Đông Bắc. Trên mặt biển, và được chiếu sáng bởi nền bầu trời bắc cực quang sáng rõ, chiếc tàu ngầm đi qua lại giữa hai tàu ụ cản Seriano và Numidian bị đánh chìm, tự mắc cạn tạm thời trên một sợi cáp căng từ chiếc Seriano. Nó bị bắt gặp ngắn ngủi trong ánh đèn pha của một chiếc taxi trên bờ, nhưng người lái xe không đưa ra tín hiệu báo động nào.[d] Sau khi lọt vào cảng lúc 00 giờ 27 phút ngày 14 tháng 10, Prien ghi dòng chữ đắc thắng Wir sind in Scapa Flow!!![e] vào nhật ký con tàu rồi chuyển sang hướng Tây Nam đi nhiều kilô-mét trước khi quay ngược lại. Hoàn toàn bất ngờ đối với ông, chỗ neo đậu hiện ra hầu như trống trơn; Prien không thể biết rằng mệnh lệnh phân tán hạm đội của Forbes đã dời đi gần hết các mục tiêu lớn nhất. Lúc đó U-47 đã hướng mũi thẳng đến bốn chiếc tàu chiến, bao gồm chiếc tàu tuần dương hạng nhẹ Belfast vừa mới được đưa ra hoạt động, đang thả neo ngoài khơi Flotta và Hoy ở khoảng cách 8 km, nhưng không có dấu hiệu nào cho thấy là Prien đã nhìn thấy chúng.
Trên đường quay trở lại, một trinh sát viên trên cầu tàu nhìn thấy Royal Oak nằm cách khoảng 4.000 m về phía Bắc, nhận diện chính xác nó là một thiết giáp hạm thuộc lớp Revenge. Hầu như che khuất đàng sau nó là một con tàu thứ hai mà chỉ có mũi được nhìn thấy bởi U-47. Prien nhầm lẫn nó là một tàu chiến-tuần dương thuộc lớp Renown, tình báo Đức sau đó gán cho nó là chiếc Repulse. Thực ra đó chính là tàu chở thủy phi cơ thời Đệ Nhất thế chiến Pegasus.

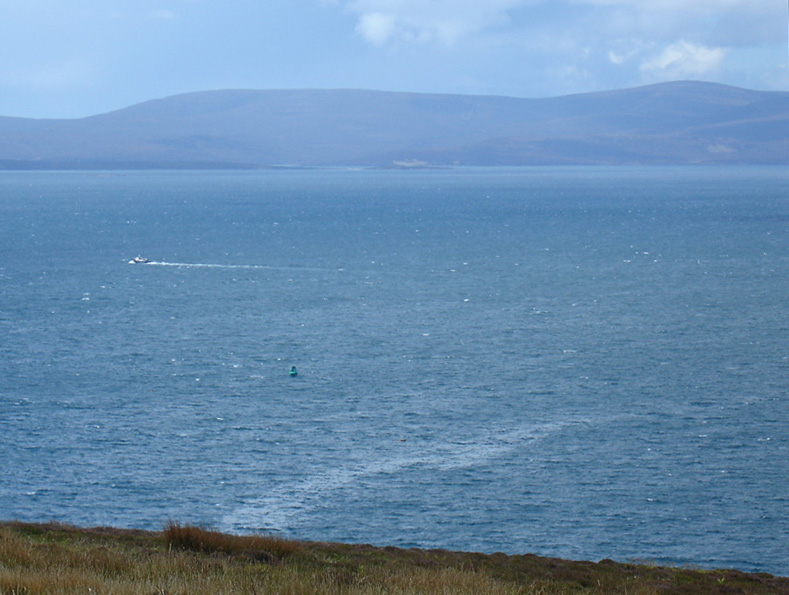
Địa điểm Royal Oak bị tấn công ngày hôm nay, vẫn còn nhìn thấy dầu nổi lên từ xác tàu đắm

Lúc 00 giờ 58 phút, U-47 bắn một loạt ba quả ngư lôi từ các ống phóng trước mũi, một quả thứ tư kẹt lại trong ống phóng. Hai quả đã không tìm thấy mục tiêu, chỉ có một quả ngư lôi duy nhất đánh trúng mũi chiếc Royal Oak lúc 01 giờ 04 phút, làm chấn động con tàu khiến thủy thủ đoàn tỉnh giấc. Không có hư hại nào được nhận thấy, cho dù dây neo bên mạn phải bị cắt đứt, kêu loảng xoảng ồn ào khi nó bị trượt xuống. Ban đầu, người ta đoán rằng có một vụ nổ bên trong ở kho chứa chất dễ cháy phía trước con tàu, nơi dùng để chứa những vật liệu như dầu hỏa. Bị ám ảnh bởi vụ nổ không giải thích được đã từng phá hủy HMS Vanguard tại Scapa Flow vào năm 1917,[f] một thông báo được truyền qua hệ thống tăng âm của Royal Oak yêu cầu kiểm tra nhiệt độ các hầm đạn,[g] nhưng nhiều thủy thủ đã quay trở lại giường ngủ, không nhận thức được rằng con tàu đang bị tấn công.
Prien xoay tàu ngầm của mình và tìm cách bắn một loạt khác qua các ống phóng phía đuôi, nhưng tất cả lại trượt. Nạp lại các ống phóng phía mũi, ông phóng thêm một loạt ba quả, tất cả đều nhắm vào Royal Oak, Lần này ông thành công: lúc 01 giờ 16 phút cả ba liên tiếp nhau đánh trúng chiếc thiết giáp hạm ở giữa tàu và phát nổ. Các vụ nổ làm thủng một lỗ lớn trên vỏ giáp sàn tàu, phá hủy phòng ăn thủy thủ đoàn và làm mất điện. Thuốc phóng từ một hầm đạn bị kích nổ và các đám cháy nổ nhanh chóng lan truyền qua các khoảng trống bên trong tàu. Royal Oak nhanh chóng bị nghiêng khoảng 15°, đủ để đẩy các lỗ cửa sổ đang mở ra bên mạn phải tàu xuống dưới mực nước.[h] Nó lật nghiêng hơn nữa qua mạn tàu đến 45°, giữ lại đó trong nhiều phút trước khi biến mất dưới mặt nước lúc 01 giờ 29 phút, chỉ 13 phút sau đợt tấn công thứ hai của Prien. 833 người đã tử nạn cùng con tàu, bao gồm Chuẩn Đô đốc Henry Blagrove, Tư lệnh Hải đội Thiết giáp hạm 2. Hơn một trăm trong số những người chết là những thiếu sinh hải quân chưa đến 18 tuổi, tổn thất lớn nhất loại này từ trước đến nay trong một hoạt động của hải quân Hoàng gia. Chiếc thuyền gỗ của Đô đốc neo đậu bên mạn thuyền cũng bị kéo chìm theo cùng Royal Oak.

### Các nỗ lực cứu hộ
| Thời gian | Từ   | Đến  | Nội dung |
| --------- | ---- | ---- | --- |
| 02:00     | ACOS | ADMY | Royal Oak bị chìm tại Scapa Flow, nhiều vụ nổ.                                                                    |
| 02:11     | ACOS | ADMY | Chưa có thông tin chi tiết.                                                                                       |
| 05:06     | ADMY | ACOS | Có thể khẳng định vụ chìm không do máy bay đối phương?                                                            |
| 06:20     | ACOS | ADMY | Đúng. |
| 07:04     | ADMY | ACOS | Không được nhắc đến Royal Oak bằng ngôn ngữ thường cho đến khi có lệnh mới; Kể cả danh sách những người sống sót. |

Tàu liên lạc Daisy 2 dưới sự điều khiển của John Gatt thuộc Hải quân Trừ bị đã neo đậu qua đêm bên mạn trái của Royal Oak. Khi chiếc thiết giáp hạm đang chìm bắt đầu nghiêng sang mạn phải, Gatt ra lệnh cho Daisy 2 cắt dây neo, nhưng nó cũng tạm thời bị mắc vào đai giáp chống ngư lôi của Royal Oak đang nhô lên và bị nhấc khỏi mặt biển một lúc trước khi tự thoát ra được.
Nhiều người trong số thủy thủ đoàn của Royal Oak tìm cách nhảy được ra khỏi con tàu đang chìm không mặc gì hơn là đồ ngủ trên người và đã không chuẩn bị cho làn nước lạnh giá. Một lớp dày dầu đốt đã bao phủ mặt nước, tràn vào phổi và bụng thủy thủ và làm vướng víu những cố gắng bơi. Trong số những người tìm cách bơi qua khoảng cách 800 mét đến bờ biển gần nhất, chỉ có một nhóm nhỏ là sống sót. Gatt đã cho bật sáng những đèn pha trên chiếc Daisy 2 rồi cùng với người của mình tìm cách cứu được 386 người khỏi mặt nước, kể cả chỉ huy của Royal Oak là Thuyền trưởng, Đại tá William Benn. Những nỗ lực cứu hộ được tiếp tục trong hai giờ rưỡi cho đến gần 04 giờ 00 sáng, khi Gatt từ bỏ việc tìm kiếm những người còn sống sót và chuyển những người đã vớt được sang Pegasus. Cho dù được trợ giúp bởi những chiếc thuyền của Pegasus và của cảng, ông là người đã vớt được hầu hết những người sống sót, một hành động mà vì đó ông được tặng thưởng Huân chương Chữ thập Phục vụ Dũng cảm, phần thưởng quân sự duy nhất được phía Anh trao tặng có liên quan đến thảm họa này.

## Diễn biến tiếp theo

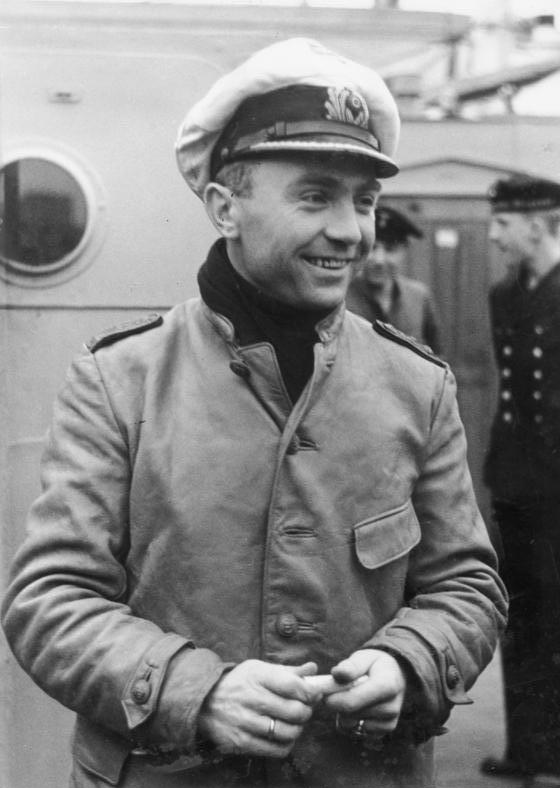
Günther Prien vào năm 1940

Người Anh thoạt tiên lẫn lộn về nguyên nhân làm chìm tàu, suy đoán là do một vụ nổ trên tàu hoặc một cuộc không kích. Sau khi nhận thức rằng một cuộc tấn công bằng tàu ngầm là lời giải thích duy nhất khả thi, các biện pháp được tiến hành để khóa các lối ra vào vũng biển, nhưng U-47 đã thoát ra và đang trên đường quay trở về Đức. BBC thông báo tin tức chìm tàu vào gần trưa ngày 14 tháng 10, và tin tức trên radio được tình báo vô tuyến Đức và bản thân U-47 nghe được. Các thợ lặn được gửi đến xác tàu đắm sáng hôm đó sau vụ nổ đã tìm thấy những mảnh vụn của một quả ngư lôi Đức, xác nhận phương tiện dùng để tấn công.
Ngày 17 tháng 10, Bộ trưởng Hải quân Anh Quốc Winston Churchill chính thức thông báo việc mất chiếc Royal Oak đến Hạ nghị viện, trước tiên thừa nhận rằng cuộc đột kích là "một kỳ tích đáng kể của kỹ năng chuyên nghiệp và dũng cảm", nhưng khẳng định sự mất mát không ảnh hưởng đến cán cân lực lượng giữa các thế lực hải quân. Một Ủy ban Điều tra Bộ Hải quân được triệu tập từ ngày 18 đến ngày 24 tháng 10 để xác định những hoàn cảnh mà cảng Scapa Flow bị xâm nhập. Cùng lúc đó, Hạm đội Nhà được lệnh ở lại các cảng an toàn hơn cho đến khi các vấn đề về an toàn tại đây được giải quyết. Churchill bị buộc phải trả lời những chất vấn của Quốc hội là tại sao Royal Oak có trên tàu quá nhiều thiếu sinh hải quân, mà hầu hết đã bị thiệt mạng. Ông đã bảo vệ cho truyền thống của Hải quân Hoàng gia gửi những thiếu sinh quân tuổi từ 15 đến 17 ra biển; nhưng sau đó việc thực hành này nói chung được chấm dứt không lâu sau vụ thảm họa, và những người dưới 18 tuổi chỉ phục vụ trên những tàu chiến thường trực trong những hoàn cảnh rất ngoại lệ.
Bộ Tuyên truyền Đức quốc xã nhanh chóng lợi dụng sự thành công của cuộc đột kích, và những tin tức truyền thanh theo lời tường thuật của Hans Fritzsche trình bày một cảm giác chiến thắng suốt nước Đức. Prien và thủy thủ đoàn của ông về đến Wilhelmshaven lúc 11 giờ 44 phút ngày 17 tháng 10 và lập tức được hoan nghênh như những anh hùng, khi biết được rằng Prien được tặng thưởng Huân chương Chữ thập sắt Hạng nhất, và mỗi người trong thủy thủ đoàn Huân chương Chữ thập sắt Hạng hai. Hitler gửi máy bay riêng của mình đến để đưa toàn bộ thủy thủ đoàn đến Berlin, nơi ông trao thêm cho Prien Huân chương Chữ thập sắt Hiệp sĩ. Phần thưởng này, lần đầu tiên được trao tặng cho một sĩ quan tàu ngầm Đức, sau này trở thành một tưởng thưởng thường lệ dành cho các chỉ huy U-Boat thành công. Dönitz được thưởng công bằng việc thăng hàm từ Đại tá lên Chuẩn Đô đốc và là Đô đốc Tư lệnh hạm đội U-Boat.
Prien được đặt biệt danh "The Bull of Scapa Flow" (Con bò Scapa Flow) và thủy thủ đoàn của ông đã trang trí tháp điều khiển của U-47 bằng một biểu trưng con bò khịt mũi, sau này được lấy làm biểu tượng cho cả Hải đội U-boat 7. Bản thân ông được nhiều lời mời phỏng vấn trên radio và báo chí, và quyển tự truyện của ông được xuất bản một năm sau đó với tựa đề Mein Weg nach Scapa Flow.[i] Được viết thuê bởi một nhà báo Đức, trong những năm sau chiến tranh một số điểm được nêu liên quan đến những sự kiện vào tháng 10 năm 1939 bị đặt nghi vấn rất nhiều.

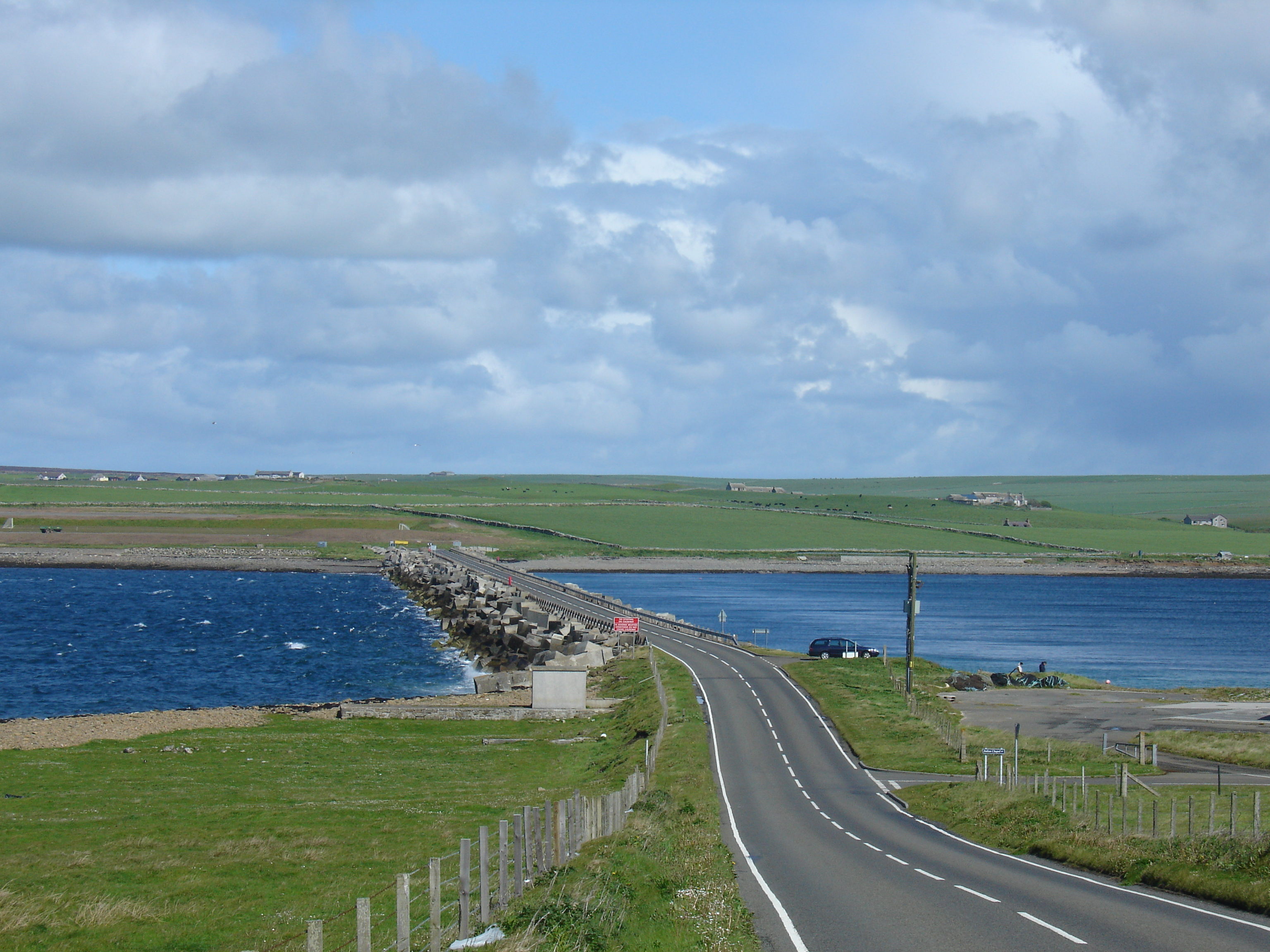
Churchill Barrier 1 giờ đây chặn ngang eo Kirk, con đường mà Prien xâm nhập Scapa Flow

Báo cáo chính thức của Bộ Hải quân Anh Quốc về thảm họa lên án hệ thống phòng thủ tại Scapa Flow, khiển trách Đô đốc chỉ huy Orkney và Shetland, Sir Wilfred French, về tình trạng không chuẩn bị của chúng. French bị đưa về danh sách nghỉ hưu, mặc dù đã lên tiếng cảnh báo vào mùa Hè trước đó về hệ thống phòng thủ chống tàu ngầm kém cỏi của Scapa Flow, và tình nguyện đích thân đưa một con tàu nhỏ hoặc tàu ngầm băng qua các tàu ụ cản để chứng minh quan điểm của mình. Theo lệnh của Churchill, các con đường tiếp cận phía Đông vào Scapa Flow được lấp kín bằng đường nổi bê-tông nối liền Lamb Holm, Glimps Holm, Burray và South Ronaldsay đến Mainland. Được xây dựng chủ yếu bởi tù binh chiến tranh người Ý, Churchill Barriers, như chúng được gọi, cuối cùng cũng hoàn tất vào tháng 9 năm 1944, cho dù chỉ được chính thức khai trương không lâu sau Ngày chiến thắng vào tháng 5 năm 1945. Giờ đây chúng là một phần của hạ tầng kiến trúc vận tải tại Orkney, mang con đường A961 giữa các hòn đảo.
Trong những năm tiếp theo, một tin đồn lan truyền là Prien đã được hướng dẫn vào Scapa Flow bởi Alfred Wehring, một điệp viên Đức sinh sống tại Orkney dưới vỏ bọc một thợ đồng hồ người Thụy Sĩ tên Albert Oertel. Sau cuộc tấn công, Oertel đào thoát trên chiếc tàu ngầm B-06 quay trở về Đức. Bài tường thuật các sự kiện có nguồn gốc từ một bài báo của phóng viên Curt Riess đăng trên số ngày 16 tháng 5 năm 1942 của tạp chí Mỹ Saturday Evening Post rồi sau đó được thêm thắt bởi các tác giả khác. Tuy nhiên, các cuộc tìm kiếm sau chiến tranh trong hồ sơ lưu trữ tại Đức lẫn Orkney đều không thể tìm thấy những chứng cứ cho sự hiện hữu của Oertel hay Wehring hoặc một tàu ngầm có tên B-06, và toàn bộ câu chuyện được xem là hư cấu.

## Xác tàu đắm

### Nghĩa trang Chiến tranh Quốc gia

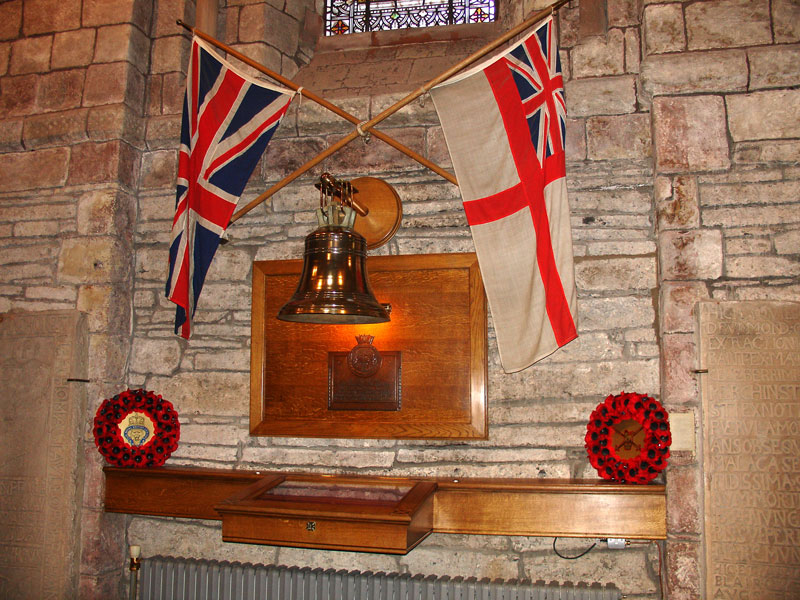
Đài tưởng niệm tại Nhà thờ St Magnus, nơi trưng bày chiếc chuông của Royal Oak

Mặc dù Royal Oakchìm ở vùng nước tương đối nông, đa số các thi thể bên trong nó đã không thể lấy ra được. Được đánh dấu bằng một chiếc phao tại tọa độ 58°55′50″B 2°59′0″T / 58,93056°B 2,98333°T, xác tàu đắm được chỉ định là một Nghĩa trang Chiến tranh Quốc gia, và mọi việc bơi lặn hay bất kỳ hình thức khảo sát không có giấy phép nào đều bị ngăn cấm theo Đạo luật Bảo vệ Di sản Quân sự 1986. Trong điều kiện nước trong, có thể thấy lườn tàu bị lật úp ở khoảng cách 5 mét từ mặt nước. Các ký tự làm bằng đồng tạo nên tên con tàu Royal Oak bị tháo dỡ bởi như vật kỷ niệm của một người bơi lặn nghiệp dư trong những năm 1970. Chúng được trao trả sau gần hai mươi năm và hiện đang được trưng bày tại trung tâm du khách Scapa Flow ở Lyness thuộc Hoy. Việc mất chiếc Royal Oak được tưởng nhớ trong một buổi lễ tổ chức hàng năm trong đó thợ lặn của Hải quân Hoàng gia đặt một Biểu trưng Hải quân Hoàng gia (White Ensign) dưới nước ở đuôi tàu. Một đài tưởng niệm tại Nhà thờ St Magnus ở Kirkwall gần đó trưng bày một biển đồng dành để tưởng nhớ những người đã thiệt mạng, phía sau một quyển sách ghi danh sách tên của họ. Danh sách này đã không được Chính phủ công bố cho đến khoảng 40 năm sau vụ đánh chìm. Mỗi tuần một trang của cuốn sách được lật qua. Chiếc chuông của con tàu được vớt trong những năm 1970, và sau khi phục chế được bổ sung vào đài tưởng niệm tại St Magnus. Một số thi thể, bao gồm những người không thể nhận diện, được chôn ở nghĩa trang hải quân tại Lyness.

### Sự quan tâm về môi trường
Royal Oak chìm với khoảng 3.000 tấn dầu đốt trên tàu, số lượng chính xác không thể biết được vì những ghi chép đã bị mất cùng với con tàu. Dầu rỉ ra từ lườn tàu bị rỉ sét với tốc độ ngày càng tăng trong những năm 1990 và những sự lo ngại về tác động đến môi trường đã khiến Bộ Quốc phòng phải cân nhắc các phương án tháo rút dầu. Tình trạng hiện tại của Royal Oak như một Nghĩa trang Quốc gia đòi hỏi các cuộc khảo sát và mọi kỹ thuật được đề nghị nhằm tháo rút dầu phải được thực hiện thận trọng: các kế hoạch vào những năm 1950 để cho nổi và tháo dỡ xác tàu đắm đã bị hủy bỏ do sự phản đối của công chúng. Ngoài những mối quan tâm về đạo đức, những hoạt động được quản lý kém còn có thể đưa đến mất cân bằng xác tàu đắm, đưa đến việc thải ra môi trường với quy mô lớn số dầu còn lại; hơn nữa con tàu vẫn còn đang chứa nhiều tấn vũ khí chưa nổ.
Bộ Quốc phòng Anh ủy quyền cho Đội điều tra Đơn vị lặn Khảo cổ học thực hiện một loạt các khảo sát bằng phương pháp Sonar quét cạnh bên để chụp ảnh xác tàu đắm và đánh giá tình trạng của nó. Những hình ảnh sonar độ phân giải cao trình bày chiếc Royal Oak nằm hầu như lật úp với cấu trúc thượng tầng của nó cắm vào đáy biển. Mũi tàu bị bắn tung bởi quả ngư lôi đầu tiên của Prien và một lỗ trống to bên mạn phải là kết quả của ba vụ nổ từ loạt thứ hai thành công. Sau nhiều năm trì hoãn, công việc bơm dầu được bắt đầu và đến năm 2006, mọi thùng chứa hai đáy đều đã sạch dầu. Một sơ đồ thử nghiệm vào năm 2007 để tháo dầu khỏi các thùng chứa cánh bên trong bằng thiết bị cắt lạnh đã thành công và Bộ Quốc phòng dự định tiếp tục các nỗ lực rút hết số dầu còn lại có thể tiếp cận được trong những năm tiếp theo. Các điều kiện hoạt động khó khăn buộc phải giới hạn công việc này trong những tháng mùa Hè.

### Trích dẫn
1. ↑  McKee, Black Saturday, tr. 12
2. ↑  Watts, The Royal Navy: An Illustrated History, tr. 86–87
3. ↑  Preston, Battleships of World War I, tr. 152
4. ↑  Parkes & Prendergast (ed.), Jane's Fighting Ships, 1939 {{Chú thích}}: |last= có tên chung (trợ giúp)
5. ↑  Colledge & Dittmar, British Warships 1914-1919, tr. 34
6. 1 2 3 4 5 6 7  Smith, The Naval Wrecks of Scapa Flow, tr. 89–95
7. ↑  Admiralty (1923), ADM1/9244: Royal Oak: Reconstruction, HMSO
8. 1 2  Chesneau, Conway's All the World's Fighting Ships 1922-1946, tr. 23
9. ↑  Battle of Jutland:Order of Battle, Schlielauf, Bill, truy cập ngày 22 tháng 2 năm 2007
10. ↑  Admiralty, ADM53/58646: Ship's Log: HMS Royal Oak, tháng 5 năm 1916, HMSO
11. ↑  Dreadnoughts and Jutland, Royal Navy, Bản gốc lưu trữ ngày 3 tháng 2 năm 2007, truy cập ngày 26 tháng 12 năm 2006
12. ↑  Campbell, Jutland, tr. 346–358
13. ↑  Campbell, Jutland, tr. 152–157
14. ↑  Admiralty (1918), ADM156/90: Board of Enquiry into sinking of HMS Campania, HMSO
15. ↑  Admiralty, ADM53/58676: Ship's Log: HMS Royal Oak, tháng 11 năm 1918, HMSO
16. ↑  "Admiral's Oaths", Time, ngày 9 tháng 4 năm 1928, Bản gốc lưu trữ ngày 3 tháng 3 năm 2009, truy cập ngày 20 tháng 6 năm 2010
17. ↑  "Trial by Oaths", Time, ngày 16 tháng 4 năm 1928, Bản gốc lưu trữ ngày 30 tháng 9 năm 2007, truy cập ngày 20 tháng 6 năm 2010
18. ↑  Glenton, The Royal Oak Affair, tr. 177–183
19. ↑  Gardiner, The Royal Oak Courts Martial, tr. 132–134
20. 1 2  "Royal Oak", Time, ngày 26 tháng 3 năm 1928, Bản gốc lưu trữ ngày 3 tháng 3 năm 2009, truy cập ngày 20 tháng 6 năm 2010
21. ↑  Glenton, The Royal Oak Affair, tr. 71
22. ↑  Gardiner, The Royal Oak Courts Martial, tr. 176
23. 1 2  "Questions for the First Lord of the Admiralty", Hansard Parliamentary Debates, 18 tháng 4 năm 1928
24. ↑  Glenton, The Royal Oak Affair, tr. 162
25. ↑  Gardiner, The Royal Oak Courts Martial, tr. 226
26. ↑  "No. 33523". The London Gazette. ngày 6 tháng 8 năm 1929.
27. ↑  Gardiner, The Royal Oak Courts Martial, tr. 236–238
28. ↑  Glenton, The Royal Oak Affair, tr. 1
29. ↑  "Erwin Schulhoff". exil-archiv. Else Lasker-Schüler-Foundation. Bản gốc lưu trữ ngày 18 tháng 10 năm 2007. Truy cập ngày 3 tháng 9 năm 2009. Bản mẫu:De-icon
30. 1 2  Admiralty, ADM53/105583: Ship's Log: HMS Royal Oak, tháng 2 năm 1937, HMSO
31. ↑  "Incident near Gibraltar", The Scotsman, ngày 4 tháng 2 năm 1937 (Subscription required)
32. ↑  Bombing Attack on HMS Royal Oak, Attacks on HM Ships tháng 8 năm 1936 tháng 9 năm 1937, HMSO, 1937
33. ↑  "Shell falls on the Royal Oak", The Scotsman, ngày 25 tháng 2 năm 1937 (Subscription required)
34. ↑  "Shell hurts five on ship", Washington Post, ngày 24 tháng 2 năm 1937 (Subscription required)
35. ↑  BBC, Britain's Basque bastion, truy cập ngày 1 tháng 2 năm 2008
36. ↑  Gretton, The Naval Aspects of the Spanish Civil War pp 379-381
37. ↑  Film & TV Database, British Film Institute, Bản gốc lưu trữ ngày 5 tháng 5 năm 2009, truy cập ngày 17 tháng 3 năm 2009
38. ↑  Mackenzie, S. P. (2001), British War Films, 1939-1945: The Cinema and the Services, Continuum International, tr. 18, ISBN 1852852585
39. ↑  "Late Queen Maud", The Scotsman, ngày 24 tháng 11 năm 1938 (Subscription required)
40. ↑  Turner, Last Dawn, tr. 45
41. ↑  McKee, Black Saturday, tr. 17
42. 1 2 3 4  McKee, Black Saturday, tr. 23–24
43. 1 2  Weaver, Nightmare at Scapa Flow, tr. 29–30
44. ↑  Miller, Scapa, tr. 15
45. 1 2 3 4 5  Admiralty (tháng 10 năm 1939), ADM199/158: Board of Enquiry into sinking of HMS Royal Oak, HMSO
46. ↑  WWI U-boats:U 18, uboat.net, truy cập ngày 29 tháng 3 năm 2008
47. 1 2  Miller, Scapa, tr. 51
48. ↑  Miller, Scapa, tr. 24–25
49. ↑  WWI U-boats:UB 116, uboat.net, truy cập ngày 29 tháng 3 năm 2008
50. ↑  Scapa Flow, firstworldwar.com, ngày 22 tháng 12 năm 2002, truy cập ngày 24 tháng 12 năm 2006
51. ↑  "Lord's Admissions", Time, ngày 20 tháng 11 năm 1939, Bản gốc lưu trữ ngày 8 tháng 3 năm 2008, truy cập ngày 20 tháng 6 năm 2010
52. 1 2 3 4 5  Dönitz, Ten Years and Twenty Days, tr. 67–69
53. 1 2 3 4 5  U-47: Log
54. ↑  Snyder, The Royal Oak Disaster, tr. 86
55. ↑  Prien, Mein Weg nach Scapa Flow, tr. 152
56. 1 2  Weaver, Nightmare at Scapa Flow, Chapter 3: The Car on the Shore
57. ↑  Weaver, Nightmare at Scapa Flow, tr. 101
58. ↑  Snyder, The Royal Oak Disaster, tr. 91
59. 1 2  Snyder, The Royal Oak Disaster, tr. 95
60. ↑  McKee, Black Saturday, tr. 39
61. ↑  McKee, Black Saturday, tr. 42
62. ↑  Weaver, Nightmare at Scapa Flow, tr. 118
63. 1 2  Weaver, Nightmare at Scapa Flow, tr. 60–61
64. ↑  Snyder, The Royal Oak Disaster, tr. 121
65. 1 2  Turner, Last Dawn, tr. 96–97
66. ↑  Weaver, Nightmare at Scapa Flow, tr. 80–83
67. ↑  Weaver, Nightmare at Scapa Flow, Chapter 5: Daisy, Daisy
68. ↑  Snyder, The Royal Oak Disaster, tr. 135–139
69. ↑  "Royal Navy's Loss", The Scotsman, ngày 16 tháng 10 năm 1939 (Subscription required)
70. ↑  Admiralty, ADM53/110029: Ship's Log: HMS Pegasus, tháng 10 năm 1939, HMSO
71. ↑  "Central Chancery of the Orders of Knighthood", Supplement to London Gazette, ngày 1 tháng 1 năm 1940
72. ↑  McKee, Black Saturday, tr. Dedication
73. ↑  "U-Boat Warfare", Hansard Parliamentary Debates, 17 tháng 10 năm 1939
74. ↑  Weaver, Nightmare at Scapa Flow, Chapter 8: Flowers for a Fallen Hero, tr. 112–128
75. ↑  "Boys (Active Service)", Hansard Parliamentary Debates, 25 tháng 10 năm 1939, Bản gốc lưu trữ ngày 5 tháng 7 năm 2009, truy cập ngày 20 tháng 6 năm 2010
76. ↑  "German claims", The Scotsman, ngày 17 tháng 10 năm 1939 (Subscription required)
77. ↑  Two Broadcasts by Hans Fritzsche, Bản gốc lưu trữ ngày 11 tháng 12 năm 2006, truy cập ngày 1 tháng 1 năm 2007
78. 1 2 3  Snyder, The Royal Oak Disaster, tr. 179–180
79. ↑  Knight's Cross and Oak-Leaves Recipients 1939-40, Osprey Publishing, 2004, tr. 20–23, ISBN 978-1841766416, Bản gốc lưu trữ ngày 5 tháng 11 năm 2012, truy cập ngày 20 tháng 6 năm 2010 {{Chú thích}}: Đã bỏ qua tham số không rõ |authors= (trợ giúp)
80. ↑  Weaver, Nightmare at Scapa Flow, Chapter 10: The Neger in the Woodpile
81. ↑  McKee, Black Saturday, Chapter 13: Such Exaggerations and Inaccuracies...
82. ↑  Weaver, Nightmare at Scapa Flow, tr. 120
83. ↑  Weaver, Nightmare at Scapa Flow, tr. 123
84. ↑  The Churchill Barriers, Undiscovered Scotland, truy cập ngày 3 tháng 2 năm 2007
85. ↑  "The Churchill Barriers", Burray, truy cập ngày 3 tháng 2 năm 2007
86. 1 2  Haywood, Myths & Legends, tr. 30–31
87. ↑  McKee, Black Saturday, Chapter 14: The Watchmaker who never was
88. ↑  Knobelspiesse, A. V. (1996), Masterman Revisited, Center for the Study of Intelligence, Bản gốc lưu trữ ngày 13 tháng 6 năm 2007, truy cập ngày 10 tháng 6 năm 2007
89. ↑  Snyder, The Royal Oak Disaster, tr. 174
90. ↑  Pforzheimer, Walter (1987), "Literature on Intelligence" (PDF), Proc. 31st Annual Military Librarian's Workshop, Defense Intelligence Agency: 23–37, Bản gốc (PDF) lưu trữ ngày 5 tháng 8 năm 2009, truy cập ngày 10 tháng 6 năm 2007
91. ↑  Wrecks designated as Military Remains, Maritime and Coastguard Agency, Bản gốc lưu trữ ngày 16 tháng 5 năm 2010, truy cập ngày 27 tháng 12 năm 2006
92. ↑  HMS Shoreham Visits the Orkneys, Royal Navy: News and Events, tháng 10 năm 2006, truy cập ngày 3 tháng 2 năm 2008[liên kết hỏng]
93. ↑  Memorial to HMS Royal Oak, St Magnus Cathedral, truy cập ngày 27 tháng 12 năm 2006
94. ↑  Smith, The Naval Wrecks of Scapa Flow, tr. 104
95. ↑  Arlidge, John (ngày 18 tháng 2 năm 2001), "New battle engulfs Royal Oak", The Observer
96. ↑  Snyder, The Royal Oak Disaster, tr. 210
97. ↑  "HMS Royal Oak plans delayed by a year", The Orcadian, 23–29 tháng 4 năm 2001, Bản gốc lưu trữ ngày 15 tháng 12 năm 2006, truy cập ngày 20 tháng 6 năm 2010{{Chú thích}}:  Quản lý CS1: định dạng ngày tháng (liên kết)
98. 1 2 3 4  Technology gives new view of HMS Royal Oak, Defence News, Ministry of Defence, ngày 30 tháng 10 năm 2006, Bản gốc lưu trữ ngày 31 tháng 10 năm 2006, truy cập ngày 20 tháng 6 năm 2010
99. ↑  The Fallen Oak, ADUS, Bản gốc lưu trữ ngày 10 tháng 2 năm 2009, truy cập ngày 19 tháng 5 năm 2009
100. ↑  Watson, Jeremy (ngày 24 tháng 9 năm 2006), "Picture perfect: the fallen Oak", The Scotsman on Sunday
101. ↑  Jane's Fighting Ships (1919), p47
102. ↑  Glenton, The Royal Oak Affair, tr. 28–34
103. ↑  Vanguard's Casualties + Survivors, Great War Document Archive, truy cập ngày 1 tháng 1 năm 2008
104. ↑  Snyder, The Royal Oak Disaster, tr. 101
105. ↑  Smith, Naval Wrecks of Scapa Flow, tr. 84–85
106. ↑  Snyder, The Royal Oak Disaster, tr. 115